# Amigos Improváveis (1.ª temporada)
A primeira e única temporada de Amigos Improváveis estreou a 4 de janeiro e terminou a 29 de fevereiro de 2020 na SIC, com a apresentação de Andreia Rodrigues.

## Sinopse
Hoje em dia, muitos jovens têm dificuldade em alugar a sua própria casa. Por outro lado, as gerações mais velhas habitam casas com quartos vazios... O que aconteceria se se juntassem debaixo do mesmo teto? 
A SIC e a Shine Iberia estão a preparar um programa muito especial que vai trazer uma nova reflexão aos portugueses. Jovens da chamada Geração Z - da era digital, são desafiados a tornarem-se inquilinos de portugueses acima dos 60 anos e assim criarem uma amizade improvável. Há muito que os separa – as filosofias de vida, os hábitos, os conhecimentos, as vontades, os sonhos, o mundo – mas será que tudo isto é maior do que aquilo que os pode unir?
O objetivo é aproximar gerações, num país onde existe uma grande percentagem de população envelhecida, com vivências e experiências completamente diferentes das novas gerações. Se por um lado, as gerações mais velhas trabalharam toda a vida para conquistarem os seus objetivos (uma família, uma casa, uma vida calma e simples), as novas gerações são mais desapegadas, já não querem um trabalho para a vida inteira e não ligam a poupanças, vivendo o momento e “aproveitando a vida”.
Estas opções de estilo de vida e as mudanças de contexto social trouxeram uma nova realidade para as gerações mais novas: estudam até mais tarde, não têm como objetivo principal o casamento, saem tarde de casa dos pais e têm muita dificuldade em alcançar a sua independência financeira. Para um jovem português, viver sozinho na sua própria casa é muitas vezes uma miragem.
Já a classe reformada – e na pré-reforma – já atingiu os seus grandes objetivos: uma vida de trabalho, a construção da sua própria casa, tiveram filhos e netos. Por um lado, viveram tudo o que desejaram e sentem-se realizados, por outro, chegam agora a uma fase da vida onde são desafiados a viver na solidão e sem novos objetivos, a não ser viverem as suas rotinas sempre iguais.
Vamos seguir de perto os momentos banais do dia a dia neste hiato de gerações, que serão cheios de humor e ternura.
Esta é a oportunidade única de mostrar ao país como todos temos a ganhar com uma amizade entre gerações, aproximando os jovens dos mais velhos.

## Apresentadora
Depois do sucesso da primeira e da segunda temporadas de “Quem Quer Namorar com o Agricultor?”, a apresentadora regressa ao ecrã e promete mostrar ao país que todos temos a ganhar com uma amizade entre gerações, aproximando os jovens dos mais velhos.

## Emissão
| Programa        | Emissão            | Apresentação      |
| --------------- | ------------------ | ----------------- |
| Episódios 1 e 2 | Sábados - 21h30    | Andreia Rodrigues |
| Diários         | Dias úteis - 19h15 | Andreia Rodrigues |

## Séniores

### Elisabeth Rose
Tem o 12º ano de escolaridade, trabalhou no ramo da restauração e da imobiliária, mas adorava ter sido polícia forense.
Considera que se desenrasca bem com o telemóvel e com o computador e usa uma rede social, o “Facebook”.
Os seus principais ‘hobbies’ são fazer pilates duas vezes por semana, fazer tricot e não esconde o gosto pelo artesanato e pela jardinagem. Atualmente vive sozinha numa quinta, na companhia dos seus animais de estimação, completamente rodeada de campo. Gostava de encontrar um grande amor e por isso quer ajuda com aplicações de encontros.

### Fernanda Pereira
Reformada da função pública, trabalhou na Universidade De Coimbra.
É casada, mora na Marinha Grande e tem duas filhas e netos. Para esta experiência vai viver na sua casa na Praia da Vieira, onde há muito vida da noite, que não tolera, mas também muito iodo, que acalma as pessoas, diz. Considera que os jovens de hoje em dia não sabem o que é vida dura e precisam de uma lição de humildade e trabalho.
Fernanda faz investigação patrimonial e cultural e diz que precisa de alguém que a ajude a digitalizar as suas pesquisas. É muito envolvida em ações culturais e nas tradições da zona onde mora. Considera-se muito pragmática e assertiva e prefere um bom abraço aos beijinhos. Na sua casa, as regras estão muito bem definidas.

### Silvina Santos
É reformada e é mãe de quatro filhos que criou com disciplina e muito esforço. Vive com o seu companheiro de 68 anos.
Silvina sente que não tem a idade que apresenta no seu Bilhete de Identidade e brinca com os netos como se fosse um deles. Adora fazer caminhadas e ir à danceteria pelo menos três vezes por semana. Tem várias regras para receber o seu amigo improvável, mas acha que terá muito a aprender com ele.

### João e Natália Rodrigues
João Rodrigues é casado com Natália e são reformados.
Foi Diretor Municipal do Aeródromo de Bragança, foi piloto de avião e confessa que ainda hoje dá aulas de voo. A sua casa situa-se na aldeia de Sacoias a 8 km da cidade de Bragança.
Sem rede e sem Internet, João conhece todos os pastores e gentes da aldeia. É dirigente de uma IPSS, adora fazer campismo em autocaravana e é apreciador de festas e bailes de aldeia. Natália aproveita o melhor que a terra lhe dá, fazendo um fumeiro nos rigorosos invernos de Sacoias.

### Maria Lina Mourão
É viúva há um ano, depois de 58 anos de casada em que viveu em função do marido. Foi costureira toda a vida e confessa que ainda faz algumas encomendas.
Frequenta a Universidade Sénior de Gondomar, a hidroginástica e adora excursões. Em casa, tem a companhia do seu cão, o “Fofinho”, que está sempre ao seu colo e da sua irmã, com quem faz palavras cruzadas e joga quatro em linha.
Maria Lina quer aprender mais sobre informática e redes sociais. Deseja recuperar o tempo “perdido”, sentindo que um jovem viria a acrescentar muito à sua rotina diária.

## Jovens

### Dinis Almeida
Concluiu o 12º ano na área das Artes e divide o seu trabalho para se conseguir sustentar na vida: ora se dedica à pintura e à organização de exposições como trabalha nas caixas de supermercado.
Considera-se um rapaz responsável, trabalhador e faz o que for preciso para se tornar um rapaz independente.
Dinis usa uma cruz ao peito por ser um rapaz religioso e diz ter na vida aquilo que considera ser o mais importante, saúde e amigos.

### Ana Catarina
Estudou medicina, trabalhou em Marketing Desportivo e considera ter uma vida social muito ativa. É natural da Ilha Terceira e é lá que tem a sua família e os seus avós, de quem sente muita falta e com quem aprendeu tanto.
Como tem uma relação muito próxima com a família, Ana ensinou os avós a utilizar algumas aplicações no telemóvel e a criar grupos de "Whatsapp" para que eles conseguissem falar com os restantes familiares.
Não se considera uma pessoa dependente das redes sociais, mas defende que os jovens deveriam estabelecer limites quanto ao seu consumo de Internet, pois não dão a devida importância ao que realmente importa.
Ana Catarina valoriza muito a união da família, uma vez que hoje em dia as pessoas vivem a correr e em “modo automático”.

### Beatriz Carvalho
Terminou o 12º ano e pretende tirar um curso em Psicologia. Dá aulas de catequese pois quer mudar a forma como se ensina e é peregrina desde os 16 anos.
Beatriz gosta de conhecer pessoas novas, apesar dos seus amigos não serem da sua idade. Considera que hoje os jovens “só dizem porcaria” e diz fazer parte da geração “nem, nem”, ou seja, nem estuda, nem trabalha. É fumadora e acredita que nesta experiência pode reduzir a sua adição.

### Francisco Machado
Tem o 9 º ano e não prosseguiu os estudos pois percebeu que o que realmente queria era trabalhar com moda.
Considera-se um rapaz acelerado, ansioso e muito reservado. Não gosta de noitadas, nem de discotecas porque não aprecia confusões, mas não diz que não a uma saída com amigos para um café ou para uma jantarada. É fã de atletismo, praia e Wi-Fi. Diz estar “online” desde o momento em que acorda e anseia likes a cada publicação que faz.
Francisco diz que os jovens de hoje estão demasiado presos à tecnologia, ainda assim assume-se incapaz de se separar do telemóvel. Para si, seria impensável viver sem modernices. Considera que a maior vantagem da sua geração é ter acesso ao mundo através de um simples telefone.

### Tatiana Rodrigues
Tatiana acredita ter crescido muito depressa. Cresceu numa aldeia, em casa dos bisavós.
Considera-se uma rapariga esforçada e desenrascada. Começou a trabalhar aos 16 anos na área da Restauração e dos Supermercados e hoje em dia trabalha como guia turística numa empresa espanhola.
O seu trabalho permite-lhe fazer uma das coisas que mais gosta que é viajar e aproveita as suas redes sociais para partilhar com os seguidores as suas aventuras.
É fã do “Tinder” e quer ajudar as gerações mais velhas a perceber a vantagem e a facilidade de ter o mundo e quem sabe o amor, ao alcance de um clique.

### Hugo Pimenta
Apresenta-se como “Pimenta” e é estudante na área de Audiovisuais. É fascinado pelo mundo da televisão e sonha ser apresentador.
Considera ser um rapaz mais atencioso e respeitador dos que os restantes jovens da sua geração. Hugo teve uma infância difícil e descobriu no mundo digital uma forma para se refugiar dos problemas.
Criou um canal de “Youtube” e hoje, partilha com os seguidores o seu dia a dia pois acredita que “tudo serve de conteúdo para um 'digital influencer'”. Do outro lado do ecrã encontra a compreensão que muitas vezes não encontrou na sua vida. Tem um grande carinho pela sua avó que o ajudou a ser quem é.

### Ana Mendes
Está a estudar Desporto e é instrutora de fitness. Tem o objetivo de trabalhar com pessoas que tenham vivido um passado difícil como o seu e pretende com isso ajudá-las.
Tem uma ótima relação com o avô e por isso vê-se neste programa com um “avô ou avó adotado/a”.
Nesta experiência, tenciona criar um perfil de Instagram ao “velhote”, como diz. É muito ativa, adora festas e é sempre a rainha da festa. Promete ser um furacão na vida de quem a escolher e assume ser completamente viciada no telefone, “é o meu pulmão”.

### Bárbara Gomes
Vive em Cascais e estuda em Mafra. Aprendeu a cuidar da casa com a avó. Gosta de estudar, de ler conteúdo relacionado com viagens e adora ver ‘Vlogs’. A mãe vive fora do país e também já não vive com o pai, apesar de manter contacto frequente.
É uma rapariga que gosta de se divertir em discotecas, canta karaoke em casa das amigas e faz dança do ventre. Bárbara usa o telemóvel de seis a sete horas por dia, contudo, pensa que precisa de estabelecer alguns limites.
Desta experiência pretende aprender com os mais velhos uma vez que os considera saber distinguir aquilo que tem valor do que não tem. Tem tudo para ensinar no que toda à vida digital!

### Catarina Ramos
Entrou este ano para a faculdade, já soma quase 10.000 seguidores no “Twitter” e tem alguns vídeos virais na Internet. Na cozinha, Catarina faz alguns bolos mas confessa que todos eles acabam por sair sempre mal. Ainda assim há mais uma coisa de que não gosta: panelas de pressão.
Entrou nesta experiência pois confessa ter medo de um dia ficar sozinha e não ter ninguém com quem passar tempo, que divide apenas com a Isabela, sua “gansa” de estimação, que trata como se fosse um cão.

### Diogo Moreira
Fez o 12 º ano em Cozinha e Pastelaria, trabalhou na área da Restauração e hoje dá workshops de cozinha a convite dos amigos. Foi criado pela avó e pela tia e com elas aprendeu a cozinhar.
Considera que os idosos são muito repetitivos e isso atrapalha o seu convívio com eles. As suas saídas preferidas incluem estar com a namorada em casa dos amigos a comer e beber. Promete vir a cozinhar muito para quem o escolher.

### Pedro Ferreira
É youtuber e o seu canal conta com mais de 22.000 seguidores. Não trabalha, não sabe cozinhar, vive com os pais e quer ficar a cargo em casa deles o maior tempo possível.
Durante o dia usa muito o computador e o telemóvel, e vai partilhando algum conteúdo no seu "Instagram".
Não suporta ver alguém a faltar ao respeito aos mais velhos. Imagina-se a ver vídeos no Youtube com o sénior e até gostava que ele o ajudasse no próprio canal. Não vive sem internet.

## Resumo
| Resumo | Resumo  | Episódios | Episódios | Originalmente exibido | Originalmente exibido   |
| Resumo | Resumo  | Episódios | Episódios | Estreia da temporada  | Final da temporada      |
| ------ | ------- | --------- | --------- | --------------------- | ----------------------- |
|        | EPS     | 9         | 9         | 4 de janeiro de 2020  | 29 de fevereiro de 2020 |
|        | Diários | 40        | 40        | 6 de janeiro de 2020  | 28 de fevereiro de 2020 |

## Episódios
| # | ## | Título       | Exibição original       | Audiências (share) |
| - | -- | ------------ | ----------------------- | ------------------ |
| 1 | 1  | "Episódio 1" | 4 de janeiro de 2020    | ASD                |
| 2 | 2  | "Episódio 2" | 11 de janeiro de 2020   | ASD                |
| 3 | 3  | "Episódio 3" | 18 de janeiro de 2020   | ASD                |
| 4 | 4  | "Episódio 4" | 25 de janeiro de 2020   | ASD                |
| 5 | 5  | "Episódio 5" | 1 de fevereiro de 2020  | ASD                |
| 6 | 6  | "Episódio 6" | 8 de fevereiro de 2020  | ASD                |
| 7 | 7  | "Episódio 7" | 15 de fevereiro de 2020 | ASD                |
| 8 | 8  | "Episódio 8" | 22 de fevereiro de 2020 | ASD                |
| 9 | 9  | "Episódio 9" | 29 de fevereiro de 2020 | ASD                |

## Diários
| #  | ## | Título      | Exibição original       | Audiências |
| -- | -- | ----------- | ----------------------- | ---------- |
| 1  | 1  | "Diário 1"  | 6 de janeiro de 2020    | ASD        |
| 2  | 2  | "Diário 2"  | 7 de janeiro de 2020    | ASD        |
| 3  | 3  | "Diário 3"  | 8 de janeiro de 2020    | ASD        |
| 4  | 4  | "Diário 4"  | 9 de janeiro de 2020    | ASD        |
| 5  | 5  | "Diário 5"  | 10 de janeiro de 2020   | ASD        |
| 6  | 6  | "Diário 6"  | 13 de janeiro de 2020   | ASD        |
| 7  | 7  | "Diário 7"  | 14 de janeiro de 2020   | ASD        |
| 8  | 8  | "Diário 8"  | 15 de janeiro de 2020   | ASD        |
| 9  | 9  | "Diário 9"  | 16 de janeiro de 2020   | ASD        |
| 10 | 10 | "Diário 10" | 17 de janeiro de 2020   | ASD        |
| 11 | 11 | "Diário 11" | 20 de janeiro de 2020   | ASD        |
| 12 | 12 | "Diário 12" | 21 de janeiro de 2020   | ASD        |
| 13 | 13 | "Diário 13" | 22 de janeiro de 2020   | ASD        |
| 14 | 14 | "Diário 14" | 23 de janeiro de 2020   | ASD        |
| 15 | 15 | "Diário 15" | 24 de janeiro de 2020   | ASD        |
| 16 | 16 | "Diário 16" | 27 de janeiro de 2020   | ASD        |
| 17 | 17 | "Diário 17" | 28 de janeiro de 2020   | ASD        |
| 18 | 18 | "Diário 18" | 29 de janeiro de 2020   | ASD        |
| 19 | 19 | "Diário 19" | 30 de janeiro de 2020   | ASD        |
| 20 | 20 | "Diário 20" | 31 de janeiro de 2020   | ASD        |
| 21 | 21 | "Diário 21" | 3 de fevereiro de 2020  | ASD        |
| 22 | 22 | "Diário 22" | 4 de fevereiro de 2020  | ASD        |
| 23 | 23 | "Diário 23" | 5 de fevereiro de 2020  | ASD        |
| 24 | 24 | "Diário 24" | 6 de fevereiro de 2020  | ASD        |
| 25 | 25 | "Diário 25" | 7 de fevereiro de 2020  | ASD        |
| 26 | 26 | "Diário 26" | 10 de fevereiro de 2020 | ASD        |
| 27 | 27 | "Diário 27" | 11 de fevereiro de 2020 | ASD        |
| 28 | 28 | "Diário 28" | 12 de fevereiro de 2020 | ASD        |
| 29 | 29 | "Diário 29" | 13 de fevereiro de 2020 | ASD        |
| 30 | 30 | "Diário 30" | 14 de fevereiro de 2020 | ASD        |
| 31 | 31 | "Diário 31" | 17 de fevereiro de 2020 | ASD        |
| 32 | 32 | "Diário 32" | 18 de fevereiro de 2020 | ASD        |
| 33 | 33 | "Diário 33" | 19 de fevereiro de 2020 | ASD        |
| 34 | 34 | "Diário 34" | 20 de fevereiro de 2020 | ASD        |
| 35 | 35 | "Diário 35" | 21 de fevereiro de 2020 | ASD        |
| 36 | 36 | "Diário 36" | 24 de fevereiro de 2020 | ASD        |
| 37 | 37 | "Diário 37" | 25 de fevereiro de 2020 | ASD        |
| 38 | 38 | "Diário 38" | 26 de fevereiro de 2020 | ASD        |
| 39 | 39 | "Diário 39" | 27 de fevereiro de 2020 | ASD        |
| 40 | 40 | "Diário 40" | 28 de fevereiro de 2020 | ASD        |

## Escolhas dos Séniores
| Seniores                 | Jovens                                           | Jovem escolhido/a pelo sénior para a entrega da chave de sua casa |
| ------------------------ | ------------------------------------------------ | ----------------------------------------------------------------- |
| Elisabeth Rose           | Dinis Almeida Tatiana Rodrigues                  | Dinis Almeida                                                     |
| Fernanda Pereira         | Catarina Ramos Ana Mendes                        | Catarina Ramos                                                    |
| Silvina Santos           | Francisco Machado Beatriz Carvalho Diogo Moreira | Francisco Machado                                                 |
| João e Natália Rodrigues | Bárbara Gomes Pedro Ferreira                     | Os dois                                                           |
| Maria Lina Mourão        | Hugo Pimenta Ana Catarina                        | Ana Catarina                                                      |